# 蘇毗
- 關於吐蕃的行政区，請見「孙波如」。
- 關於其他含义，請見「孙波」。

蘇毗，藏文史料称孫波（藏語：སུམ་པ，威利转写：Sum-pa），是青藏高原早期历史上的古国和民族。
蘇毗是羌人的一支，早期居住在今日喀则地区，建立有母系氏族政权东女国，后来扩张到昌都地区、青海玉树。7世纪，吐蕃赞普松赞干布派大贡论娘·芒布杰尚囊攻打苏毗，将其攻灭。
755年，吐蕃政务九大臣中的朗·梅色和末·结桑东则布二人与苏毗国王没庐赞勾结，弑赤德祖赞（尺带珠丹）。随后苏毗叛乱。恩兰·达扎路恭与琛·尚·杰斯秀亭将二人诛杀，并发兵攻打苏毗，杀死没庐赞。没庐赞之子悉诺逻率部众内附唐朝，被唐朝封为怀义王。留在原驻地的苏毗部众在9世纪后逐渐藏族化。
《隋書》卷八十三·西域列传、《北史》卷九十七·西域列传，有关于女国的记载；《旧唐書》卷一百九十七·南蛮 西南蛮列传、《新唐書》卷二百二十一上·西域列传，有关于女国的记载。

## 外部連結
[在维基数据编辑]
 《欽定古今圖書集成·方輿彙編·邊裔典·女國部》，出自陈梦雷《古今圖書集成》
 《隋書·卷83》，出自魏徵《隋书》
 《新唐書·卷221下》，出自《新唐書》